# Green Earrings
Green Earrings ist ein Lied des Albums The Royal Scam, das 1976 von Steely Dan veröffentlicht wurde.

## Liedtext
Der Text handelt von einem Drogensüchtigen, der die grünen Ohrringe seiner Geliebten versetzt und keinerlei Reue für seine Tat empfindet.

## Rezeption
S. Victor Aaron schrieb zu dem Lied:
"Green Earrings hat dank der Chuck Rainey/Pretty Purdie-Rhythmusgruppe, die fast jeden Track auf The Royal Scam aufpeppt, ein so großartigen, Clavinet-geladenen Groove, dass es keiner näheren Betrachtung bedarf, um ihn zu schätzen. ... Es gibt keine Bläser auf dieser Aufnahme, aber das Arrangement ist trotzdem mit „Big Band“ überschrieben, und nur Steely Dan kann es so einfach erscheinen lassen, die Prinzipien von Basie oder Ellington in etwas so Unvereinbares wie Rock einzufügen. Der Groove wird häufig von einem dramatischen Vier-Akkord-Muster unterbrochen, das hilft, Monotonie zu verhindern. In einem der wenigen Male, in denen sie dies taten, ging Steely Dan mit zwei Gitarrensolisten an den Song, mit Denny Dias flüssigen Jazzlinien, gefolgt von Elliott Randalls angespannten, bitteren Aussprachen und Fills, die bis zum Ausblenden fortgesetzt werden. Und wo wir gerade von Fills sprechen, der Trick-Hi-Hat/Bassdrum-Fill, den Purdie spielt, um Dias' funkelndes Solo bei 2:05 anzukündigen, ist legendär."